# Brian Piccolo
Louis Brian Piccolo (Pittsfield, 31 ottobre 1943 – New York, 16 giugno 1970) è stato un giocatore di football americano statunitense.
È stato un giocatore professionista per i Chicago Bears della National Football League per quattro stagioni. 
È morto per un carcinoma nel torace all'età di 26 anni.
In suo onore i Chicago Bears hanno ritirato il suo numero di maglia, il 41.
Il film del 1971 La canzone di Brian, con James Caan e Billy Dee Williams, ed il remake del 2001 (Brian's Song - L'Ultima Corsa), con Sean Maher, narrano della sua amicizia fraterna col compagno di squadra Gale Sayers, di colore, in un'epoca di violenti scontri razziali.

## Palmarès
- Numero 31 ritirato dai Wake Forest Demon Deacons